# 잉글리시 스프링어 스패니얼

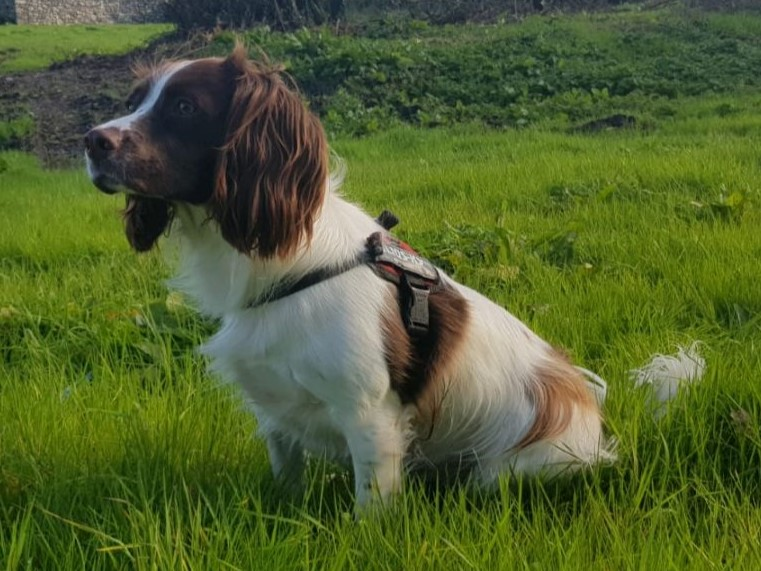
잉글리시 스프링거 스파니엘

잉글리시 스프링거 스파니엘(English Springer Spaniel)은 밖에 나가는 것을 좋아하고 친근하지만 어릴 적부터 사회성에 대한 훈련을 받아야 한다. 이 견종은 사람 곁에서 함께 사냥하는 파트너견으로 선택되었고, 사람들과 일하고 싶은 강한 욕망을 가지고 있다.

## 특징
잉글리쉬 스프링거 스파니엘은 중간 크기의 개로, 19에서 20인치 정도의 키에 40에서 50파운드(18-23킬로그램)정도 무게가 나간다. 이 종은 단단한 뼈와 큰 발을 가진 건장한 견종이다.
잉글리쉬 스프링거 스파니엘은 전통 "스파니엘종"의 모습을 하고 있다. 크고 감성적인 눈, 적당한 크기의 주둥이와 적당한 크기의 이마, 기다랗게 늘어지고 풍성한 귀, 짧은 꼬리. 입이 축 쳐져있어서 다른 견종에게 침을 흘릴 수도 있다. 스파니엘 종 중에서는 키가 제일 크며, 거친 땅을 빨리 다니기에 좋은 다리를 가지고 있다.
잉글리쉬 스프링거 스파니엘은 중간 길이의 곱슬거리면서 납작한 털을 가지고 있다. 귀에 4다리 뒷쪽과 가슴에 털이 풍성하게 나있다. 흔히 볼 수 있는 색상은 적색이나 검정과 흰색, 간혹 삼색이나 점박이도 볼 수 있다.

## 성격
잉글리쉬 스프링거 스파니엘은 사람들과 함께 일하는 것을 좋아하는 친숙한 사냥견이다. 활기차고 적극적인 이 견종은 상당한 지능을 가지고 있고 훈련하기가 비교적 쉽다. 대부분의 스파니엘과 같이 잉글리쉬 스프링커 스파니엘은 수색하거나 회수해오는 충동이 있다. 이 충동은 개가 오랜 시간 동안 혼자 있는 경우 물어뜯거나 씹는 문제를 일으킬 수 있다.
잉글리쉬 스프링거 스파니엘을 사교적이고 친근하지만, 처음부터 다른 견종과 사람들에게 교감시키는 것이 좋다. 대부분의 잉글리쉬 스프링거 스파니엘은 사육 또는 앉아있는 생활 방식을 좋아하지 않는다. 그래서 땅을 파는 습성이 문제가 될 수도 있다.

## 함께 살기
매우 쉽게 키울 수 있는 견종이다. 그렇기 때문에 너무 많이 먹일 경우 비만으로 이어질 수도 있다. 이 견종은 많은 운동, 사냥, 주인과 함께 조깅, 산책 또는 민첩성 훈련을 해주는 것이 바람직하다. 주인과 일할 때 가장 행복해하고 훈련에 잘 반응하는 지능형 견종이며, 사냥, 복종과 민첩성 테스트에서 뛰어난 경쟁력을 볼 수 있다. 또한 튼튼한 편이며 수명범위는 보통 12-14년이다.
잉글리쉬 스프링거 스파니엘은 놀라울 정도로 좋은 감시견이고, 위험시 큰소리로 짖으며 보호적인 성향을 띈다. 이 견종은 아이들과 함께 키우면 잘 어울릴 수 있으며, 일찍 교감과 훈련을 시작할수록 좋다. 몇몇 잉글리쉬 스프링거 스파니엘은 오랫동안 가만히 앉아있는 행동을 좋아하지만, 대부분은 활동적인 것을 좋아한다. 또한 물에서의 작업뿐만 아니라 물웅덩이에 끌리는 경향이 있다.
또한 매주 귀를 청소해주는 것이 중요하다.

## 역사
잉글리쉬 스프링거 스파니엘은 영국에서 비롯된 사냥견으로 1500년대 스파니엘 종에 의해 시작되었다. 스파니엘은 때때로 실제 목표물인 새를 향해 “도약(flush (spring)”하기도 한다.
1800년대에 노퍽 공작은 스파니얼에 관심을 갖게 되었고 자신만의 견종을 교배하였다. 처음에는 노퍽 스파니엘이라고 불리었지만 현재는 "잉글리쉬 스프링거 스파니엘" 이라 부른다. 이 견종은 샤냥견(working dog)과 대회견(show dog)으로 분리되었지만, 대부분 둘 다 할 수 있다. 오늘날 대부분의 이 견종들은 종종 사냥 기회를 얻을 수 있는 가치 있는 가족 구성원으로 인식된다. 1902년에 영국 케널 클럽에서 고유종으로 인정하였다.
새로운 밀레니엄의 첫 번째 공연을 포함하여 웨스트민스터 반려견 협회 대회에서 우승한 잉글리쉬 스프링거 스파니엘는 이 계기를 통하여 인기 있는 견종으로 알려지기 시작했다.

## 마약 탐지견
잉글리쉬 스프링어 스파니엘은 각국의 주요 공항, 공군, 경찰에서 마약 탐지견의 한 종으로 활동하고 있다.

## 같이 보기
- 사냥개
- 코커 스패니얼